# Sachen machen

Logo der Initiative

Die Initiative Sachen machen wurde am 2. Februar 2006 vom Verein Deutscher Ingenieure mit Partnern aus Wirtschaft und Wissenschaft ins Leben gerufen. Zum Partnerkreis zählten rund 100 Unternehmen, Hochschulen und Institutionen. Ende 2016 ist die Initiative ausgelaufen.
Ziele der Initiative waren es, Faszination für Technik zu wecken und zu fördern, Nachwuchs zu begeistern sowie das Image des Ingenieurberufs weiter zu steigern.

## Tätigkeiten
Zu den Projekten der Initiative gehörten das Internetportal technik-welten.de, das Jugendlichen Wege in den Ingenieurberuf aufzeigt, und der Online-Techniksender tectv. Das Team von tectv blickte hinter die Kulissen von Unternehmen und präsentierte dabei neue Technologien, Ausbildungsberufe und ungewöhnliche Arbeitsfelder für Ingenieure. Das Projekt Deutsche Technikstraße stellte der Öffentlichkeit Ingenieurleistungen im gesamten Bundesgebiet vor. Industriefotografien und Publikationen zeigten innovative Unternehmen, Forschungseinrichtungen, Hochschulen, Technikmuseen und Industriedenkmäler entlang der Themenstraße.
Die Deutsche Technikstraße erreichte über zahlreiche Publikationen wie ein ADAC-Reisemagazin, ein Merian extra sowie Veröffentlichungen in GEO und National Geographic rund 14 Mio. Leser. Jedes Jahr im April präsentierte sich „Sachen machen“ auf der Hannover-Messe. Zudem beteiligten sich die Partner der Initiative am Förderprogramm VDI Elevate, das Studierende ingenieur- und naturwissenschaftlicher Fachrichtungen durch Trainings und Praxisphasen auf den Berufseinstieg vorbereitet.